# 드래곤플라이 (2002년 영화)
《드래곤플라이》(영어: Dragonfly)는 미국에서 제작된 톰 셰이디액 감독의 2002년 초자연 SF 스릴러 드라마 영화이다. 케빈 코스트너 등이 출연하였고, 게리 바버 등이 제작에 참여하였다.

## 출연진
- 케빈 코스트너
- 조 모턴
- 론 리프킨
- 린다 헌트
- 수재나 톰프슨
- 하코브 바르가스
- 캐시 베이츠
- 맷 크레이븐
- 제이 토머스
- 로버트 베일리 주니어
- 케이시 비그스
- 레슬리 호프

## 기타 제작진
- 배역: 엘리자베스 마크스, 데브라 제인
- 미술: 린다 더세나
- 의상: 주디 러스킨 하월